# Nordhessischer Verkehrsverbund
Der Nordhessische VerkehrsVerbund (NVV) organisiert die Zusammenarbeit von mehr als 40 nordhessischen Verkehrsunternehmen, wie den überregionalen ÖPNV sowie den regionalen Schienenpersonennahverkehr. Verantwortlich hierfür ist die Verkehrsverbund und Fördergesellschaft Nordhessen mbH.
Als regionaler Aufgabenträger ist der NVV dafür verantwortlich, ein attraktives Mobilitätsangebot in Nordhessen sicherzustellen. Er handelt auch als zuständige Behörde gemäß der EU-Verordnung 1370/2007. Der NVV bestellt und erstellt Verkehrsdienste bei verschiedenen Unternehmen nach dem "Besteller-Ersteller-Prinzip".
Zusätzlich zu seinem Hauptaufgabenfeld im Verkehrsverbund hat der NVV einen zweiten Bereich, die Fördergesellschaft. Diese unterstützt Maßnahmen, die die Wirtschaft in Nordhessen stärken. Die Verkehrsverbund und Fördergesellschaft Nordhessen mbH hält 50 % des Stammkapitals der Regionalmanagement Nordhessen GmbH. Weitere Gesellschafter sind die Industrie- und Handelskammer, die Handwerkskammer Kassel und der Verein Pro Nordhessen e. V.
Der Verbund deckt eine Fläche von circa 7000 km² mit einem Streckennetz von 7113 km sowie 84 Bahnhöfen/Haltepunkten und 5608 Haltestellen-Positionen ab. Im Gebiet des NVV verkehren Bus- und Bahnlinien, Straßenbahnen sowie das Stadtbahnsystem RegioTram. Gegründet wurde der NVV am 13. Juli 1994, wirksam wurde er am 1. Mai 1995.

## Träger/Versorgungsbereich
Folgende Gebietskörperschaften haben sich als Träger des NVV zusammengeschlossen:
- Kreisfreie Stadt Kassel,
- Landkreis Hersfeld-Rotenburg,
- Landkreis Kassel,
- Landkreis Waldeck-Frankenberg,
- Schwalm-Eder-Kreis,
- Werra-Meißner-Kreis

sowie
- das Land Hessen.

## Angebote für Studenten
Mit dem Semesterticket der Universität Kassel sind zusätzlich Fahrten mit dem Cantus bis nach Göttingen möglich, um den wissenschaftlichen Austausch zwischen diesen beiden Universitäten für die Studierenden zu erleichtern.
Die Studenten der Justus-Liebig-Universität Gießen, der Philipps-Universität Marburg, der Goethe-Universität Frankfurt am Main, der Hochschule RheinMain, der Technischen Hochschule Mittelhessen, sowie der Hochschule Fulda können, obwohl im Gebiet des RMV beheimatet, ebenfalls die Transportangebote des NVV nutzen.

## Verkehrsbetriebe im NVV
Derzeit sind die folgenden Verkehrsunternehmen für den NVV tätig:
- Abellio Rail Mitteldeutschland
- ALV Oberhessen
- Bad Wildunger Verkehrsunternehmen
- BahnBus Hochstift
- Börner Reisen
- Brundig Reisen
- Busverkehr Ruhr-Sieg
- cantus Verkehrsgesellschaft
- DB Regio Bus Mitte
- DB Regio
- DB Kurhessenbahn
- Energie Waldeck-Frankenberg
- Eschweger Omnibusverkehr
- EW Bus
- Frölich Bus und Frölich Linie Melsungen
- Frölich Reisen
- HLB Hessenbahn
- HLB Hessenbus
- Kasseler Verkehrs-Gesellschaft
- Knieling Touristik
- National Express
- NordWestBahn
- Omnibusbetrieb Käberich
- Omnibusbetrieb Sallwey
- Regiobus Uhlendorff
- Regionalbahn Kassel
- Regionalbus Braunschweig
- Regionalverkehr Ruhr-Lippe
- RegioTram Gesellschaft
- Reisedienst Bonte
- RhönEnergie Bus
- Sandrock Omnibusbetrieb
- Schmetterling Reisen Zulauf
- Stadtwerke Witzenhausen
- Verkehrsgesellschaft Wartburgkreis
- Wirtschaftsbetriebe Bad Hersfeld

## Ausschreibungen im SPNV
| Name der Ausschreibung       | Linien | Vertragslaufzeit  | Leistungen              | Gewinner                                                                                        |
| ---------------------------- | --- | ----------------- | ----------------------- | ----------------------------------------------------------------------------------------------- |
| kein Name                    | - R 39 Kassel Hbf – Bad Wildungen | 1998 – 12/2008    | 0,115 Mio. Zugkilometer | Hessische Landesbahn GmbH                                                                       |
| Nordost-Hessen-Netz          | - R 1 Göttingen – Eichenberg – Kassel - R 5 Kassel – Melsungen – Bebra – Fulda - R 6 Bebra – Eisenach - R 7 Göttingen – Eschwege – Bebra (– Fulda)                                                                    | 12/2006 – 12/2016 | 3,5 Mio. Zugkilometer   | Hessische Landesbahn GmbH + Benex GmbH (cantus Verkehrsgesellschaft mbH)                        |
| kein Name                    | - R 39 Kassel Hbf – Bad Wildungen | 12/2008 – 12/2015 | 0,115 Mio. Zugkilometer | DB RegioNetz (Kurhessenbahn)                                                                    |
| Main-Weser                   | - RE 30 Frankfurt – Marburg – Kassel | 12/2012 – 12/2024 | 1,7 Mio. Zugkilometer   | DB Regio Mitte                                                                                  |
| Kinzigtal                    | - RE 50 Frankfurt – Fulda (– Bebra) | 12/2012 – 12/2024 | 2,6 Mio. Zugkilometer   | DB Regio Mitte                                                                                  |
| Main-Lahn-Sieg-Netz          | - RE 98 Kassel Hbf – Treysa – Marburg – Gießen – Frankfurt Hbf | 12/2014 – 12/2024 | 0,748 Mio. Zugkilometer | Hessische Landesbahn GmbH                                                                       |
| OWL-Dieselnetz               | - RB 85 Ottbergen – Bad Karlshafen – Göttingen | 12/2013 – 12/2025 | 3,3 Mio. Zugkilometer   | NordWestBahn                                                                                    |
| RegioTram Nordhessen         | - RT 1 Hofgeismar – Vellmar – Kassel Innenstadt - RT 4 Wolfhagen – Zierenberg – Kassel Innenstadt - RT 5 Melsungen – Guxhagen – Kassel Innenstadt                                                                     | 12/2013 – 12/2023 | 3,1 Mio. Zugkilometer   | Hessische Landesbahn GmbH + Kasseler Verkehrs-Gesellschaft (RegioTram Betriebsgesellschaft mbH) |
| Dieselnetz Nordthüringen     | - RE 2 Erfurt – Leinefelde – Kassel | 12/2013 – 12/2025 | 2,6 Mio. Zugkilometer   | DB Regio Südost                                                                                 |
| Saale-Thüringen-Südharz-Netz | - RE 9 Halle – Nordhausen – Kassel | 12/2015 – 12/2030 | 9,2 Mio. Zugkilometer   | Abellio Rail Mitteldeutschland                                                                  |
| Nordost-Hessen-Netz          | - RB 5 Kassel – Melsungen – Bebra – Fulda - RB 6 Bebra – Eisenach - RB 7 Göttingen – Eschwege – Bebra (– Fulda) - RB 8 Göttingen – Eichenberg – Kassel                                                                | 12/2016 – 12/2031 | 3,9 Mio. Zugkilometer   | Hessische Landesbahn GmbH + Hamburger Hochbahn AG (cantus Verkehrsgesellschaft mbH)             |
| RRX-Vorlaufbetrieb           | - RE 11 Düsseldorf – Düsseldorf Flughafen – Duisburg – Essen – Dortmund – Hamm – Paderborn – Kassel-Wilhelmshöhe | 12/2016 – 12/2018 | unbekannt               | DB Regio NRW                                                                                    |
| RRX-Vorlaufbetrieb           | - RE 11 (RRX) Düsseldorf – Düsseldorf Flughafen – Duisburg – Essen – Dortmund – Hamm – Paderborn – Kassel-Wilhelmshöhe                                                                                                | 12/2018 – 12/2033 | unbekannt               | Abellio Rail NRW                                                                                |
| Sauerland-Netz               | - RE 17 Hagen – Warburg | 12/2016 – 12/2028 | 5,6 Mio. Zugkilometer   | DB Regio NRW                                                                                    |
| Nordwesthessen               | - RB4 Kassel – Wolfhagen – Korbach - RB39 (Kassel –) Wabern – Treysa – Bad Wildungen - RB42 Marburg – Frankenberg – Korbach – Brilon Stadt - RB94 Marburg – Bad Laasphe – Erndtebrück - RB38 Kassel – Wabern – Treysa | 12/2017 – 12/2032 | 2,54 Mio. Zugkilometer  | DB RegioNetz (Kurhessenbahn)                                                                    |

Bis zum Fahrplanwechsel im Dezember 2017 wurden Regionalbahnlinien im Gebiet des NVV mit dem Kürzel „R“ bezeichnet. Seitdem wird die bundesweit vorherrschende Bezeichnung „RB“ verwendet.